# Bun comun
Bunul comun este un termen care poate face referire la câteva concepte diferite. Sensul popular al bunului public este acela de a fi un bun specific care este împărțit tuturor membrilor unei comunități în care toți beneficiază de el. În acest fel bunul comun este definit și în filosofie, etică sau științe politice.
În economie, termenul bun comun este folosit pentru a face referire la un bun competitiv, ne-exclusiv.
| Diviziunea clasică a bunurilor economice | Diviziunea clasică a bunurilor economice | Exclusivitate în consum                                         | Exclusivitate în consum                             |
| Diviziunea clasică a bunurilor economice | Diviziunea clasică a bunurilor economice | DA                                                              | NU                                                  |
| Rivalitate în consum                     | DA                                       | bun privat: alimente, îmbrăcăminte, jucării, mobilă, automobile | bun comun: mediu natural                            |
| Rivalitate în consum                     | NU                                       | cluburi: școli private, cinematografe, cluburi,                 | bun public: securitate națională, armată și poliție |

## Legături externe
- Clasificarea bunurilor, legeaz.net